# 桑塔人的陰謀
《桑塔人的陰謀》（The Sontaran Stratagem）是英國科幻電視劇《異世奇人》系列4的第4集，於2008年4月26日在BBC One首映。這集的編劇是海倫·雷娜，道格拉斯·麥甘農擔任導演。演員方面，除了固有的大衛·田納特繼續飾演博士和嘉芙蓮·塔特扮演唐娜·諾布外，費馬·阿吉曼所演的瑪莎·鐘斯以及克里斯多夫·賴安詮演的史塔爾將軍也是主角。
節目講述博士和當娜回到當代的倫敦，得悉全球約一半的汽車已安裝減排裝置「阿提瑪斯」。國際軍事組織UNIT認為該裝置甚有可疑，於是找來博士幫忙。其後，博士發現裝置是桑塔人的產物，後者見其陰謀被悉破後提早展開其計謀，令全球毒氣漫天。這除了是瑪莎·鐘斯在《最後的時間領主》離開博士後再次登場，也是桑塔人繼1985年的《兩個博士》後重現螢幕。
此集在首映時共吸引706萬人收看，欣賞指數為87分，又取得影評家的好評，特別是雷娜所寫的劇本、桑塔人的回歸以及賴安的演出。

## 劇情
博士和唐娜乘坐TARDIS回到當代的倫敦。UNIT通過電話與博士取得聯繫。步出TARDIS後，迎接二人的正是瑪莎·鐘斯。原來，鐘斯在離開博士不久後就受聘於UNIT。鐘斯向博士表示由安基斯工廠生產的汽車減排裝置「阿提瑪斯」令全球52人於同一時間離奇地死去，故相信這裝置大有問題。博士仔細研究裝置，同意這是外星人的科技。因此，他決定到「阿提瑪斯」發明人盧克·拉蒂根成立的拉蒂根學院走一趟。起初，拉蒂根堅稱「阿提瑪斯」是由他本人研發的，但博士察覺到宋塔人的轉移器後這謊言不攻自破。
宋塔人第10艦隊將軍「史塔將軍」意識到他們已被發現，試圖殺博士滅口，未果。於是，他們先催眠兩名UNIT的士兵，再利用他們把鐘斯禁錮及複製，以進行下一個部署。另一方面，當娜想起其外公威爾弗雷德·莫特的私家車也使用「阿提瑪斯」裝置，故決定回家叮囑他多加提防。博士隨後來到，他發現裝置內有乾坤﹕它能令汽車排出毒氣。果然，史塔將軍啟動裝置，令全球4百萬部汽車同時排出毒氣，博士卻不知所措。餘下的劇情會在《灰色天空》交代。

### 前後連接
在這集開始時，博士接聽UNIT打過來的電話，接送他和當娜的是瑪莎·鐘斯。UNIT是《異世奇人》中一個由博士和友人萊斯布里奇-史圖爾特成立的國際組織，用以對抗外星生物侵略地球。瑪莎·鐘斯是博士於系列3的同伴，她在《最後的時間領主》一集決定離開博士，以完成當醫生的夢想。宋塔人是博士的老對手，早在1973年至1974年間播出的《時間戰士》中，這熱衷於戰爭的外星生物就已登場。博士在看到史塔將軍後指他頸後的按鈕是桑塔人的阿基里斯之腱，然後用一個壁球成功觸發該按鈕。事實上，在《時間戰士》一集博士已知道這致命之處。另一方面，這幕展示出博士超卓的投擲能力，在《四與末日》、《聖誕入侵》和《人性》中博士也表現過這技能。
唐娜在回家後出現的回閃畫面涉及《同謀》、《龐貝烈焰》和《渥德星球》。然後，當娜的外公莫特在看到博士後指他就那個突然消失的人，指的是《詛咒之旅》的事。不久後，當娜的母親又表示在女兒的婚禮見過博士，即《逃跑的新娘》的劇情。此外，在UNIT總部與各成員會面時，梅斯上校向博士行軍禮，後者表示不悅，這反映出博士向來不喜歡別人向他敬禮的傳統。及後，唐娜問博士離開了UNIT多久，博士指上次在UNIT是「70年代或80年代的事」。在《火星金字塔》中，博士來到1980年與UNIT執行任務。鐘斯稱她與一名叫湯馬士·米利根的醫生訂婚，這名醫生正是《最後的時間領主》中與鐘斯反抗法師的人。

## 製作

### 劇本創作
執行製作人拉塞爾·T·戴維斯想把宋塔人、瑪莎·鐘斯和UNIT重新帶入劇中。戴維斯指宋塔人一直是他心中的「回歸人選之列」。於是，他找來海倫·雷娜編寫劇本，並告訴她這合集的主題是「軍事」、「宋塔人」和「瑪莎·鐘斯的歸來」。雷娜起初構思減排裝置安裝在工廠的煙囪裡，但考慮到觀眾們，特別是兒童會對汽車更有認識，故此她最後把汽車這元素加入劇中。同時，合集以地球為背景，這是因為除《時間入侵》外，所有以宋塔人為主題的舊版《異世奇人》劇集都是發生在地球上的。
另一方面，這合集見證瑪莎·鐘斯的回歸。相比系列3，鐘斯變得更為獨立和成熟。戴維斯解釋﹕「我們看著她成長」，又指鐘斯的回來是因為這角色深得觀眾的喜愛。值得一提的是，雷娜最初構想宋塔人借催眠控制工廠裡所有工人替他們服務，但後來改為把鐘斯複製。雷娜解釋這劇情會讓觀眾倍感震驚，而鐘斯的陰暗面也會隨之浮現。這次也是《異世奇人》自2005年重新製作後UNIT首次成為劇中核心。事實上，這個組織的名字有所變動﹕在舊版裡，他們稱為聯合國情報特種部隊。這名稱引起真正的聯合國不悅，理因是他們不希望公眾認為他們與外星生物有相連。為此，這個組織於本集起易名為統一情報特種部隊。為解釋這個矛盾，博士在劇中指他自70至80年代離開UNIT故不知為何會這樣。

### 拍攝和效果
劇中的宋塔人全都由真人扮演。根據設定，宋塔人的母星重力高，因此他們的個子矮小，最高的也不到5尺2寸。為尋覓合高度適合的演員，劇組進行全國招募。為給觀眾耳目一新的感覺，宋塔人的外觀須重新設計。戴維斯要求設計師保留宋塔人矮小而強壯的身軀以及盔甲。在十多個方案中，戴維斯最終選出戴上頭盔、穿身銀藍色盔甲，而且頭部較大的設計。替扮演宋塔人的演員化妝也不是一件容易的事，每名演員須兩個半小時才能化身成這經典角色。
替這合集執導的是道格拉斯·麥甘農。為完成任務，麥甘農特意觀看所有和宋塔人有關的《異世奇人》劇集，又笑言此重任猶如代表蘇格蘭國家足球隊出戰。《宋塔人的陰謀》於2007年10月23日開鏡，翌年1月8日殺青，主要的鏡頭在威爾士一間棄置的肥皂工廠拍攝，用以充當「阿提瑪斯」工廠。劇中從水槽中出現的複制人也由真人飾演，扮演者須全身塗滿蠟並潛入冰凍的黏液中。為防演員體溫過低，技術人員在水槽上加上發熱線。卡迪夫的南崔爾路被當作唐娜家的外圍，也就是博士目睹汽車排出毒氣的地方。為拍攝這幕，劇組利用機器排出大量的水蒸氣，然後再用CGI效果把水蒸氣添上顏色，使畫面看起來像是漫天廢氣。這集開始時，拉蒂根利用「阿提瑪斯」裝置令女記者中島的汽車衝進河中。這幕在馬格姆國家公園取景。拍攝這幕非常複雜，劇組先製作一部沒有油泵和座位的汽車，並放入一個假人充當中島。然後，技術人員利用遙控操控汽車沖落水中，5台攝影機分別從不同角度拍攝這幕。隨後，劇組要以吊索即時把汽車移離河中，以免造成污染。至於UNIT的總部其實是取景自一間位於塔爾伯特港的發電廠。

## 發行和反響
《宋塔人的陰謀》於2008年4月26日晚上6時20分在BBC One首播。當晚，節目共吸引706萬人通過電視收看，收視率為37%。這集僅次《全英一叮》，是當日的收視亞軍。欣賞指數方面，這集的得分達87分，可歸類為「卓越」級別。
影評人大都滿意此集。《數碼間諜》的賓·羅森-鐘斯在5星為滿分下給節目4星，讚揚劇中的敘事手法，又認為相比《戴立克在曼哈頓》雷娜的創作進步不少。同時，羅森-鐘斯喜見UNIT、宋塔人和鐘斯及其家人的歸來，而唐娜與鐘斯的互動以及克里斯多夫·賴安詮演的史塔爾將軍也讓她很滿意。但美中不足的是她覺得史科爾的聲音「毫無生氣」。《IGN》的馬特·威爾士給這集的分數是7.9分，稱節目「接近完美」，分別誇讚田納特、塔特和賴安的演出。不過，威爾士同時指阿吉曼的表演「依然像一條死魚般」。《Airlock Alpha》評論員艾倫·史丹尼·巴亞形容這集是「懷舊而刺激的」，並表示把汽車這再普通不過的東西變成一件「全球殺人工具」是個很好的構思。但是，巴亞認為這集太遲才入題，而且宋塔人催眠他人的過程太簡單，使節目由出色的科幻劇集變成「星期六早上的卡通片」。

## 資料來源
1. 1 2 3 4  Burk, Graeme; Smith?, Robert.  1st. ECW Press. 6-3-2012: 209-210. ISBN 1-55022-984-2.
2. 1 2 3 4 5 6 7 8 9 10 11 12 13 14 15 16 17 18 19 20 21  Pixley, Andrew. . Doctor Who Magazine (Panini Comics). 2008-08-14,. The Doctor Who Companion: Series Four (Special Edition 20).
3. ↑  . . 第4季. 第4集. 2008-04-26. BBC. BBC Three.
4. ↑  . BBC. 2008-04-26  [2008-04-26]. （原始内容存档于2008-04-29）.
5. ↑  Amoop, Jason. . Doctor Who Magazine (Panini Comics). 2008-08-14, (395).
6. ↑  . Doctor Who Magazine. Sep 2007, (399): 11.
7. ↑  Marcus. . Outpost Gallifrey. 2008-05-07  [2008-05-09]. （原始内容存档于2008-05-13）.
8. ↑  Marcus. . Outpost Gallifrey. 2008-04-28  [2008-05-09]. （原始内容存档于2009年2月8日）.
9. ↑  Rawson-Jones, Ben. . Cult: Doctor Who - Review. Digital Spy. 2008-04-26  [2010-03-04].
10. ↑  Wales, Matt. . IGN. 2008-04-28  [2010-03-04]. （原始内容存档于2011-12-25）.
11. ↑  Bear, Alan Stanley. . Airlock Alpha. 2008-04-26  [2010-03-04]. （原始内容存档于2012-03-05）.

## 外部連結
- "The Sontaran Stratagem" 在 BBC《異世奇人》的主頁
- "The Sontaran Stratagem" / "The Poison Sky" 在 異世奇人: 時間（旅行）簡史
- "The Sontaran Stratagem" / "The Poison Sky" 在 異世奇人參考導覽
- 互联网电影数据库上桑塔人的陰謀的资料（英文）